# Ilian Stoyanov
Ilian Stoyanov (n. 20 ianuarie 1977, Kiustendil, Kiustendil, Bulgaria) este un fost fotbalist bulgar.
Între 1998 și 2010, Stoyanov a jucat 40 de meciuri pentru echipa națională a Bulgariei.

## Statistici
| Bulgaria | Bulgaria | Bulgaria |
| An       | Meciuri  | Goluri   |
| -------- | -------- | -------- |
| 1998     | 2        | 0        |
| 1999     | 5        | 0        |
| 2000     | 4        | 0        |
| 2001     | 2        | 0        |
| 2002     | 1        | 0        |
| 2003     | 5        | 0        |
| 2004     | 9        | 0        |
| 2005     | 3        | 0        |
| 2006     | 0        | 0        |
| 2007     | 0        | 0        |
| 2008     | 0        | 0        |
| 2009     | 6        | 0        |
| 2010     | 3        | 0        |
| Total    | 40       | 0        |